# HMS Glasgow (C21)
La HMS Glasgow, settima nave da guerra a portare questo nome, è stata un incrociatore leggero classe Town, tipo Southampton della Royal Navy. Entrò in servizio nel settembre 1937 nella Home Fleet, Secondo Squadrone Incrociatori, e partecipò alla scorta ai reali nel loro viaggio in Canada nel 1939. Trasferì anche parte delle riserve d'oro britanniche a Fort Knox come riserva d'emergenza.

## Servizio

### La campagna di Norvegia
Il comando della nave venne affidato tra il luglio 1939 e l'aprile 1940 al Capitano F.H. Pegram. Allo scoppio della seconda guerra mondiale, operò al largo delle coste scandinave, e nel mese di novembre partecipò insieme a due cacciatorpediniere al tentativo di intercettare la nave passeggeri tedesca Bremen, partita da Murmansk. La nave non venne intercettata ma alcuni mesi dopo, il 12 febbraio 1940, catturò il peschereccio d'altura tedesco Herrlichkeit al largo di Tromsø.

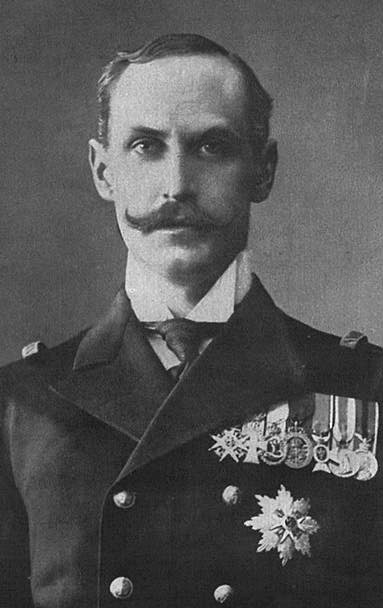
Il re di Norvegia Haakon VII

Il 9 aprile, mentre si trovava al largo di Bergen venne attaccata da Junkers Ju 88 e Heinkel He 111, venendo danneggiata dall'esplosione di alcune bombe cadute a breve distanza dallo scafo. L'11 aprile, durante la campagna di Norvegia, insieme allo Sheffield e a sei cacciatorpediniere classe Tribal sbarcò truppe presso Harstad e tre giorni dopo, di nuovo in coppia con lo Sheffield e dieci cacciatorpediniere, sbarcò un'avanguardia di Royal Marines a Namsos, per creare una testa di ponte per il successivo sbarco di una più ampia forza. Il 23 aprile successivo, insieme alla Sheffield, al Galatea e a sei cacciatorpediniere sbarcò la prima parte della 15ª Brigata di Fanteria a Åndalsnes.
Il 29 aprile trasferì il re Haakon VII di Norvegia e il principe Olav di Norvegia, insieme a parte delle riserve auree norvegesi da Molde a Tromsø, per sfuggire all'avanzata delle truppe tedesche.

### Nel Mediterraneo
Dopo il ritiro dalla Norvegia, operò per breve tempo in patria. In questo periodo si scontrò accidentalmente a causa della nebbia con il cacciatorpediniere Imogen affondandolo il 16 luglio al largo di Ducansby Head.
Venne poi trasferita nel Mediterraneo per rinforzare il Terzo Squadrone Incrociatori di base ad Alessandria d'Egitto con compiti di scorta ai convogli diretti principalmente a Malta. Partecipò quindi all'azione che si concluse con i bombardamento del porto di Taranto nota come notte di Taranto, mentre il 14 novembre seguente insieme con gli incrociatori Berwick, Sydney e York sbarcò 3 400 soldati nel porto del Pireo.
Il 26 novembre il Glasgow scortò insieme con la Gloucester e la York un convoglio di rifornimenti a Malta mentre pochi giorni dopo, il 3 dicembre, venne attaccato da aerosiluranti italiani mentre si trovava nella baia di Suda, a Creta. Venne colpito da due siluri e gravemente danneggiato. Riuscì comunque a ritornare ad Alessandria dove subì delle riparazioni temporanee. In questo periodo venne rimpiazzata temporaneamente dal Southampton

### In Estremo Oriente
Nel gennaio 1941 venne assegnato alla Flotta Orientale presso Singapore, dove subì ulteriori riparazioni. Nel febbraio seguente la corazzata tascabile Admiral Scheer affondò i mercantili Canadian Cruiser e Rantaupandjang nell'Oceano Indiano. Entrambi riuscirono ad inviare una richiesta di aiuto e gli equipaggi vennero salvati dal Glasgow, dislocato nell'area per la ricerca della nave tedesca. Il 22 febbraio un ricognitore Supermarine Walrus del Glasgow individuò l'incrociatore nemico. Subito dopo la Task Force delle Indie Orientali si diresse nell'area, ma la Admiral Scheer riuscì a sfuggire alla caccia dirigendosi a Sudest. Nel mese di marzo, insieme all'incrociatore leggero Caledon, due incrociatori ausiliari, due cacciatorpediniere e due navi antisommergibili della Marina Indiana scortò due trasporti truppe diretti nella Somalia Britannica, dove sbarcarono nei pressi di Berbera due battaglioni indiani ed un commando somalo per riprendere il controllo della zona agli italiani. La resistenza fu sporadica e rapidamente messa a tacere dal fuoco d'appoggio delle navi di scorta. A mezzanotte del 9 dicembre il Glasgow affondò la nave di pattuglia HMIS Prabhavati della marina indiana in rotta per Karachi, dopo averla scambiata per un sottomarino giapponese in emersione. I sopravvissuti vennero recuperati e trasportati a Bombay, dove arrivarono nel pomeriggio dello stesso giorno.
Il 19 marzo 1942 scortò il convoglio WS-16 dal Regno Unito al Sudafrica. In aprile venne sottoposto a delle brevi riparazioni a Simon's Town. Successivamente si trasferì negli Stati Uniti per riparazioni definitive, che vennero completate in agosto. Quindi tornò in patria unendosi al 10º Squadrone Incrociatori di stanza a Scapa Flow, con il quale operò per proteggere i convogli artici.

### Nell'Artico e nell'Atlantico

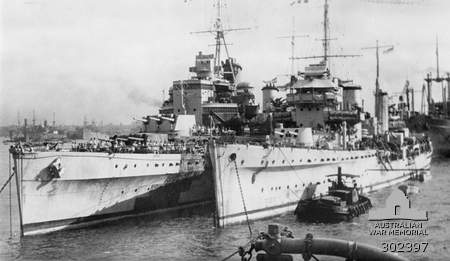
La Glasgow e la HMS Enterprise (a destra) a Keppel Harbour, Singapore, nel febbraio 1942.

Tra il gennaio ed il febbraio 1943 il Glasgow ebbe compiti di scorta a convogli artici. Nel marzo intercettò nello Stretto di Danimarca la nave tedesca Regensburg che tentava di forzare il blocco. L'equipaggio autoaffondò la nave e sei marinai furono recuperati dalla Glasgow. Tra giugno e luglio ebbe compiti di copertura nella zona del Golfo di Biscaglia, dopodiché venne trasferita alle dipendenze del comando di Plymouth.
In dicembre prese parte all'Operazione Stonewall, con lo scopo di bloccare tutti i tentativi di commercio estero della Germania. Più avanti nello stesso mese insieme all'incrociatore Enterprise ebbe uno scontro a fuoco durato più di tre ore con undici cacciatorpediniere nemici, tre dei quali vennero affondati e quattro danneggiati dal fuoco dei due incrociatori. Dopo questo combattimento tornò a Plymouth nonostante alcuni attacchi effettuati con bombe plananti.
Il 6 giugno 1944 prese parte all'Operazione Neptune, la fase di appoggio navale allo sbarco in Normandia. Insieme alle navi da battaglia statunitensi Texas e Arkansas e agli incrociatori francesi Montcalm e Georges Leygues e a nove cacciatorpediniere della US Navy formò la Forza di bombardamento di Supporto C di Omaha Beach. Tra il 25 ed il 26 giugno bombardò le batterie tedesche vicino a Querqueville in supporto all'attacco Alleato a Cherbourg. Durante questa azione la Glasgow venne colpita e danneggiata dalle batterie costiere. Nell'agosto 1945 venne trasferita nelle Indie Orientali dove divenne la nave ammiraglia del Comandante In Capo.

### Nel Dopoguerra

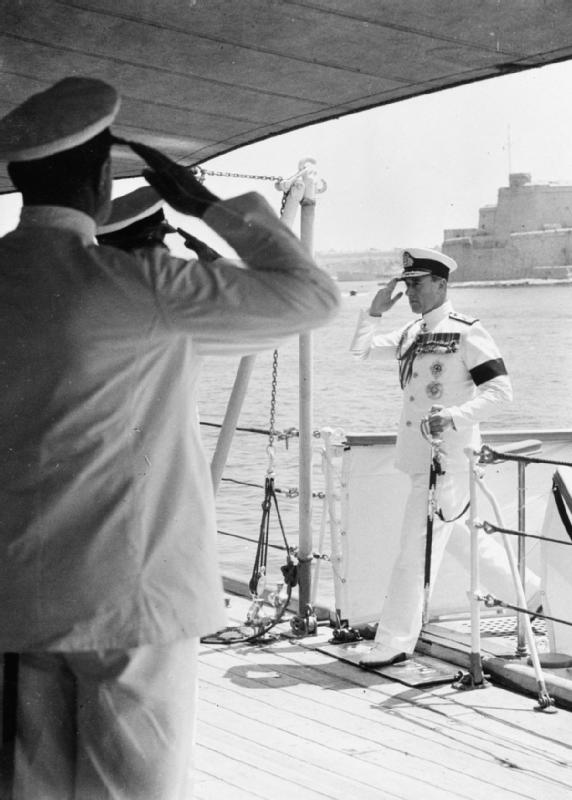
Lord Mountbatten giunge a bordo del Glasgow per assumere il comando della Mediterranean Fleet nel 1952

Nel 1948 il Glasgow venne trasferito nelle Indie Occidentali tornando ad essere nave ammiraglia della flotta. Tornò in patria nel 1950. L'anno successivo divenne ammiraglia della Mediterranean Fleet con base a Malta sotto il comando dell'Ammiraglio Louis Mountbatten, Primo Conte di Burma ed ultimo Governatore dell'India prima della sua indipendenza. Nell'agosto del 1954 partecipò insieme all'incrociatore leggero Gambia al ritiro dei commando della Marina. Nel 1955 tornò in Gran Bretagna dove servì presso la Home Fleet per venire poi messo in disarmo poco tempo dopo. Con la crisi di Suez del 1956 tornò brevemente in servizio ma nello stesso anno venne nuovamente messo in disarmo. La nave venne poi radiata e messa in vendita nel novembre seguente. Nel luglio 1958 venne demolita presso i cantieri Hughes Bolckow di Blyth.